# 토키 아사코
도키 아사코(土岐 麻子, 1976년 3월 22일 ~)는 일본의 여성 가수이다. 도쿄도에서 태어났으며 와세다 대학 제1문학부를 졸업했다. 1997년 밴드 심벌즈의 보컬로 데뷔했으며 2004년 1월 밴드가 해체되고 같은 해 2월 솔로 가수로 데뷔했다.

## 음반 목록
- 《Standards》 (2004년)
- 《Standards on the Sofa》 (2004년)
- 《Debut》 (2005년)
- 《Standards Gift》 (2005년)
- 《Summerin'》 (2008년)
- 《Touch》 (2009년)
- 《Voice: Works Best》 (2009년)